# José Soto
José Alberto Soto Gómez (Lima, 11 gennaio 1970) è un allenatore di calcio ed ex calciatore peruviano, di ruolo difensore.

## Biografia
Anche suo fratello Jorge Soto è calciatore.

## Carriera

### Club
Debutta nel 1987 con la maglia del Deportivo Municipal, dove gioca 157 partite in cinque stagioni; nel 1993 si trasferisce allo Sporting Cristal, dove rimane per tre anni. Nel 1996 si trasferisce per la prima volta fuori dal Perù per giocare nel Puebla Fútbol Club, in Messico. Tornato in patria all'Alianza Lima, vi resta solo un anno prima di tornare in Messico, all'Atlético Celaya. Tornato all'Alianza Lima, vi chiude la carriera nel 2006.

### Nazionale
Dal 1992 al 2003 ha giocato nella Nazionale di calcio peruviana, entrando nel giro della Nazionale prima di suo fratello.

## Palmarès

### Giocatore

#### Competizioni nazionali
- Campionato peruviano: 7

Sporting Cristal: 1994, 1995, 1996
Alianza Lima: 2001, 2003, 2004, 2006